# اگرالینگاناهالی
اگرالینگاناهالی (به انگلیسی: Agralinganahalli) یک منطقهٔ مسکونی در هند است که در کارناتاکا واقع شده‌است.